# Mystrocneme atavia
Mystrocneme atavia är en fjärilsart som beskrevs av George Francis Hampson 1898. Mystrocneme atavia ingår i släktet Mystrocneme och familjen björnspinnare. Inga underarter finns listade i Catalogue of Life.